# مكتب إدارة الديون في نيجيريا

مكتب إدارة الديون في نيجيريا (بالإنجليزية: Debt Management Office of Nigeria)هي جهة حكومية تحت الحكومة الفدرالية النيجيرية والتي تأسست في 4 أكتوبر 2000 للتنسيق المركزي لإدارة ديون نيجيريا، والتي كان يتم تنفيذها من قبل عدد لا يحصى من المؤسسات بطريقة غير منسقة. لمكتب إدارة الديون في نيجريا أقسام وتترأس المكتب السيدة بايشنس أونيهو.

## إدارة
1. المدير العام: بايشنس أونيهو
2. مدير المهام الخاص: السيد ميجي أميد
3. مدير قسم السياسات والاستراتيجيات وإدارة المخاطر: السيدة هناة بنت موسى
4. مدير إدارة الموارد التنظيمية: السيد جو أوغوالا
5. مدير قسم إدارة المحافظ: السيد أولاديلي أفولابي
6. مدير إدارة تطوير السوق: السيد مونداي أوسيادي
7. رئيس قسم البرامج الاستراتيجية: السيدة إيليزابيث أوغونغ
8. رئيس دائرة تسجيل وتسوية الديون: السيد مارإيز نونكو.[2]

## الديون

### الديون المحلية
وصل رصيد الدين المحلي للحكومة الفيدرالية حسب الأداة كما في 31 ديسمبر 2021 إلى 19,242,557,114,703.00 نيرا كما بلغت رصيد خدمة الدين المحلي إلى 310,497,551,089.53.

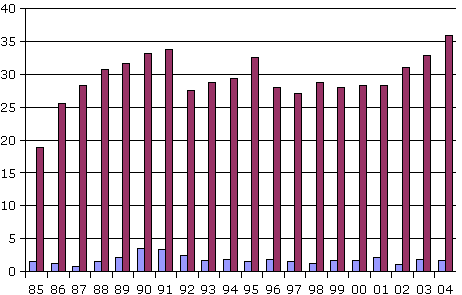
ديون نيجيريا في العقود الماضية

| أداة                              | مبلغ (نيرا)           | النسبة المئوية |
| سند الحكومة الفدرالية             | 13,963,219,813,592.00 | 72.56          |
| كشف حساب الخزانة النيجيرية        | 3,786,137,291,000.00  | 19.68          |
| سندات الخزانة النيجيرية           | 75,988,000,000.00     | 0.39           |
| سند الادخار للحكومة الفدرالية     | 16,424,055,000.00     | 0.9            |
| الحكومة الفدرالية والصكوك (SUKUK) | 612,557,000,000.00    | 3.18           |
| Green Bond                        | 25,690,000,000.00     | 0.3            |
| سندات إذنية                       | 762,540,955,111.00    | 3.96           |
| إجمالي                            | 19,242,557,114,703.00 | 100            |

### الديون الخارجية
وصلت الديون نيجيريا الخارجية حسب تقرير مكتب إدارة الديون في نيجيريا مع نهاية ديسمبر للعام 2021 إلى 38,391.32 مليون دولار.
| تصنيف                                | الديون القائمة | النسبة المئوية |
| متعدد الأطراف                        |                |                |
| ------------------------------------ | -------------- | -------------- |
| صندوق النقد الدولي                   | 3,435.33       |                |
| جمعية التنمية الدولية (البنك الدولي) | 11,972.41      |                |
| البنك الدولي للإنشاء والتعمير        | 410.60         |                |
| مجموعة بنك التنمية الأفريقي          | 2,837.94       |                |
| المجموع الفرعي                       | 18,245.68      | 48.60%         |
| ثنائية الأطراف                       |                |                |
| الصين                                | 3,634.91       |                |
| فرنسا                                | 561.60         |                |
| اليابان                              | 71.79          |                |
| الهند                                | 33.48          |                |
| ألمانيا                              | 164.27         |                |
| المجموع الفرعي                       | 4,466.05       | 11.63%         |
| تجاري                                |                |                |
| سندات أوروبا                         | 14,368.35      |                |
| سندات الشتات                         | 300.00         |                |
| المجموع الفرعي                       | 14,668.35      |                |
| سندات إذنية                          | 600.64         | 1.56%          |
| إجمالي                               | 38,391.32      | 100.00%        |